# Olympus OM-2SP

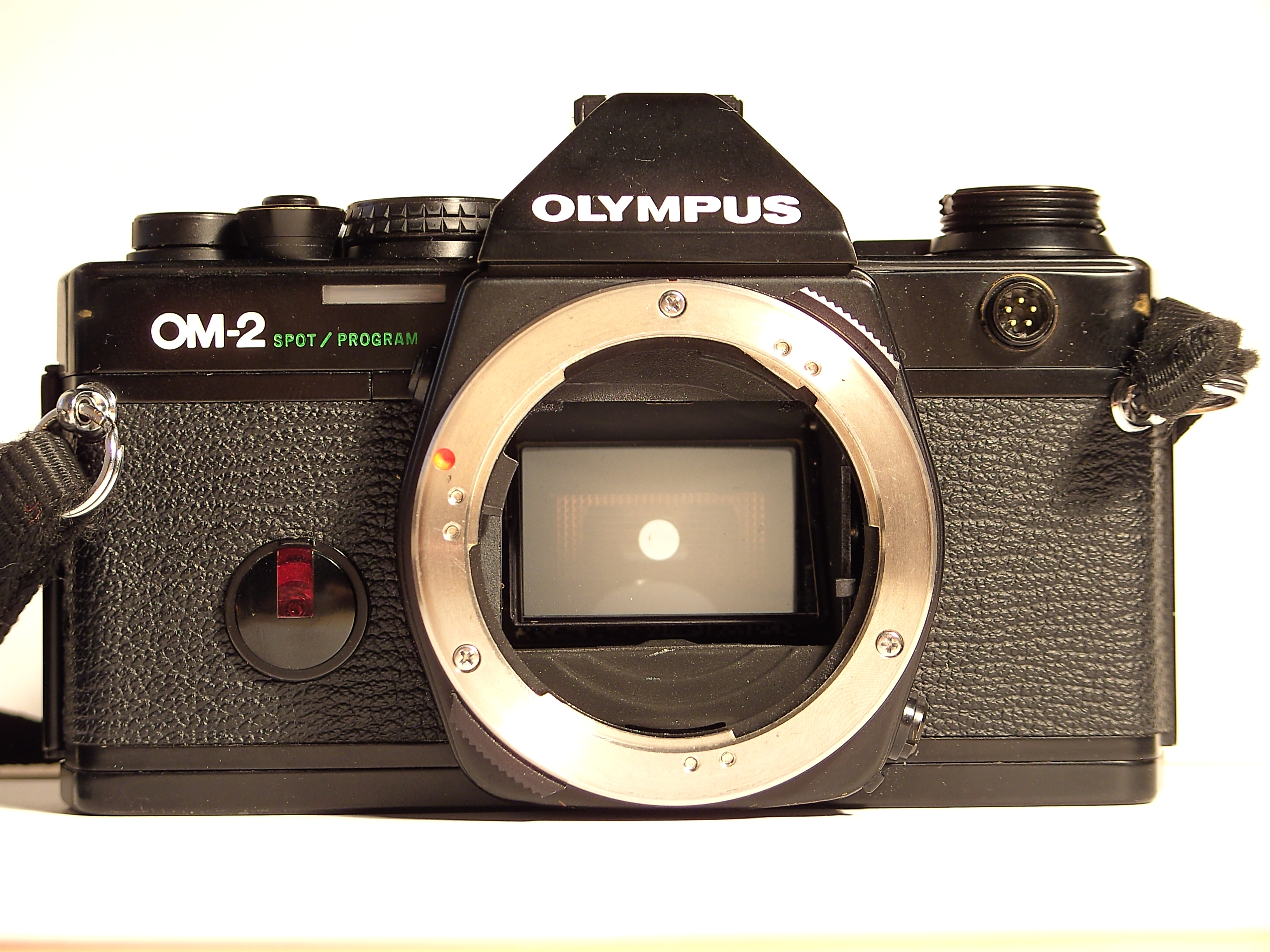
Olympus OM-2SP

Die Olympus OM-2SP, auch Olympus OM-2S (Nordamerika) ist eine ab 1984 gebaute Spiegelreflexkamera. Sie ist die stark modifizierte Version der OM-2 und in das Olympus OM-System voll integrationsfähig. Sie ist für 100.000 Auslösungen ausgelegt.

## Unterschiede zur OM-2n
- Die Anzeige der Belichtungszeit wird auf einem LC-Display realisiert. Es arbeitet in Drittelstufen und ist beleuchtbar.
- die Kamera verfügt über Spotmessung im Nachführmodus.
- Hinzu kam eine Programmautomatik, die – wie die Zeitautomatik – auf der Messung der ADM beruht.
- Bei Überbelichtung ertönt ein Warnsignal, das abschaltbar ist.
- Im Gegensatz zum Vorgängermodell ist bei der OM-2SP der Blitzschuh fest eingebaut.
- Die Kamera hat keinen Hauptschalter mehr, Inbetriebnahme der Kameraelektronik erfolgt über das Niederdrücken des Auslösers.
- Der Sucher wurde geringfügig unübersichtlicher.
- Andere, breitere Form der Sucherkappe.
- Rückspulknauf auf der Vorderseite wurde durch einen Knopf an der rechten Kameraoberseite ersetzt.
- Elektronischer Selbstauslöser, der bei Ablauf blinkt und piept.
- Hauptschalter jetzt um den Rückspulknopf situiert, ähnlich jenem der OM-4.
- Kabelanschluss mit 5 Kontakten für das T-Blitzsystem an der linken Kameravorderseite.
- Zur Haptikverbesserung kann rechts an der Kamera ein Handgriff befestigt werden.

## Unterschiede zur OM-4
- Keine Multispotmessung
- Keinen Messwertspeicher
- Rückspulknopf, Empfindlichkeitseinstellrad und Auslöser stammen von der OM-2
- Als kürzeste Belichtungszeit steht nur 1/1000 s zur Verfügung (die OM-4 bietet 1/2000 s)
- Während die OM-4 nur Zeitautomatik und einen manuellen Belichtungsabgleich bietet, hat die OM-2 SP noch Programmautomatik mit an Bord.
- Der Lichteinlass für das LCD-Fenster befindet sich rechts an der Vorderseite der Kamera (neben der Typenbezeichnung), während er bei der OM-4 auf der Sucherkappe über dem Olympusschriftzug sitzt.
- Andere Position des LC-Displays im Sucher.
- Keine Rückspulmöglichkeit des Filmes mit dem Motor.
- Keine Shadow- und Hilight-Korrektur im Spot-Modus.

Unterm Strich ist die OM-2 SP eine Mischung zwischen OM-2n und OM-4; die Kamera ist eher mit der OM-4 verwandt als mit ihrer Vorgängerin.